# Le Perrey
Le Perrey is een gemeente in het Franse departement Eure (regio Normandië). De plaats maakt deel uit van het arrondissement Bernay. Le Perrey is op 1 januari 2019 ontstaan door de fusie van de gemeenten Fourmetot, Saint-Ouen-des-Champs en Saint-Thurien. De gemeente telde 1.221 inwoners op 1 januari 2022.

## Geografie
De oppervlakte van Le Perrey bedroeg op 1 januari 2022 21,40 vierkante kilometer; de bevolkingsdichtheid was toen 57,1 inwoners per km².

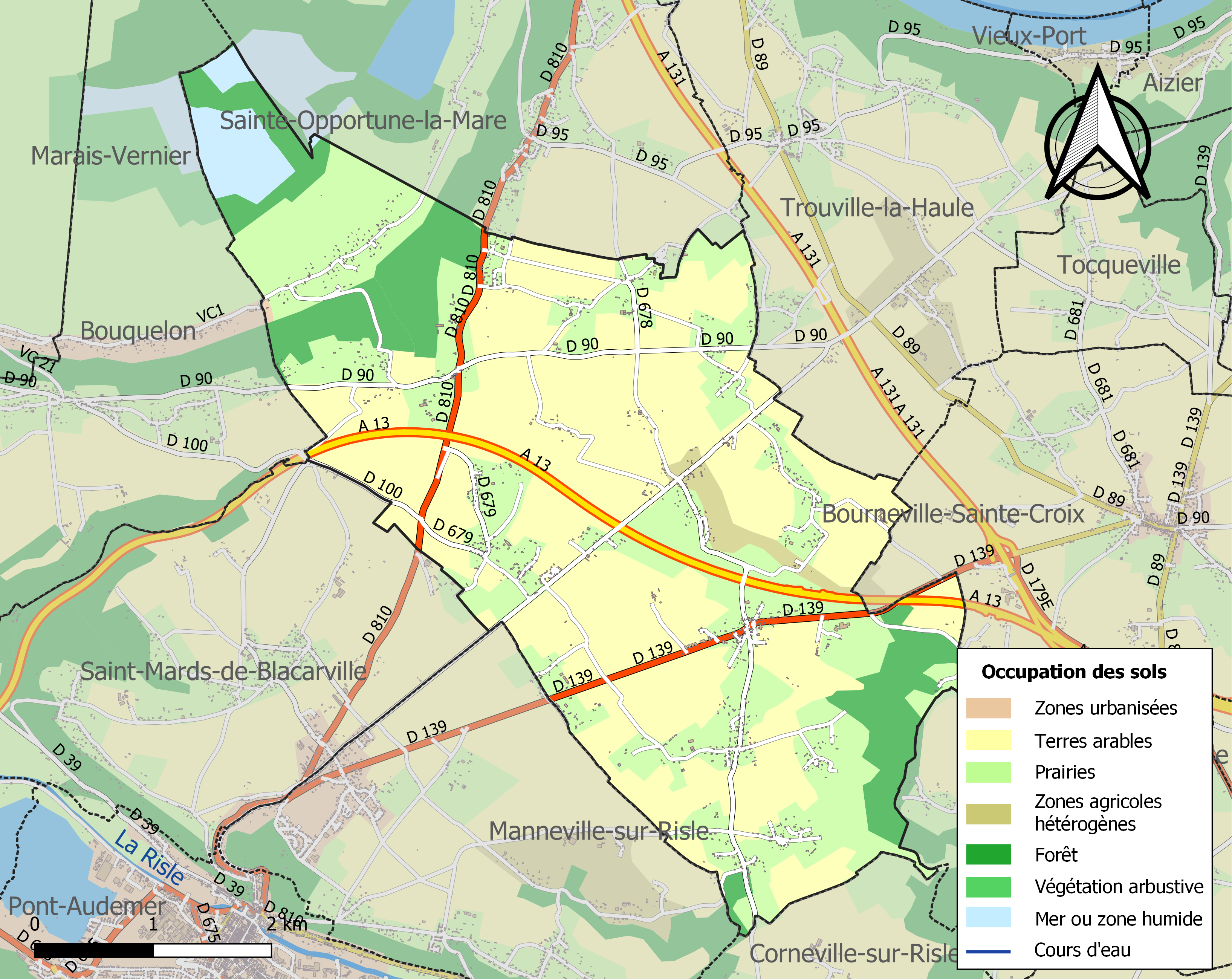
Kaart van de gemeente met belangrijkste infrastructuur, bodemgebruik en omliggende gemeenten